# Владимир Ђорђевић (фудбалер)
Владимир Ђорђевић (Ниш, 25. децембар 1982) је српски фудбалер који игра на позицији одбрамбеног играча.
Током каријере је игтао за Ђер, Црвену звезду, Флуминенсе и Раднички Ниш.